# Franciszkańskie Centrum Studiów o Chrześcijańskim Wschodzie
Franciscan Center of Christian Oriental Studies (Franciszkańskie Centrum Studiów o Chrześcijańskim Wschodzie) – instytucja badawcza sponsorowana przez franciszkańską Kustodię Ziemi Świętej, mającą swoją siedzibę w Kairze w Egipcie.
Centrum zostało założone w roku 1954 we franciszkańskim klasztorze w kairskiej dzielnicy Mousky. Zajmuje się badaniem i dokumentacją zagadnień związanych z istniejącymi na Bliskim Wschodzie wspólnotami chrześcijańskimi, jak również historiografią działalności misyjnej Zakonu Franciszkańskiego we wschodnim basenie Morza Śródziemnego.
Franciszkańscy naukowcy publikują na łamach dwóch serii wydawniczych Studia Orientalia Christiana. Collectanea oraz Studia Orientalia Christiana. Monographiae.
Z Centrum współpracowali: Bellarmino Bagatti, Sabino De Sandoli, Frédéric Manns, Alviero Niccacci.